# Амауріс Перес
Амауріс Перес  (італ. Amaurys Perez, 18 березня 1976) — італійський ватерполіст, олімпійський медаліст.

## Виступи на Олімпіадах
| Олімпіада   | Дисципліна | Місце |
| ----------- | ---------- | ----- |
| Лондон 2012 | водне поло | 2     |